# Тоні Джеффріс
Тоні Джеффріс (англ. Tony Jeffries, 2 березня 1985) — британський боксер, олімпійський медаліст.

## Виступи на Олімпіадах
| Олімпіада  | Дисципліна | Місце |
| ---------- | ---------- | ----- |
| Пекін 2008 | до 81 кг   | =3    |